# Tics – Meine lästigen Begleiter
Tics – Meine lästigen Begleiter ist ein US-amerikanisches Fernsehdrama aus dem Jahr 2008 von Regisseur Peter Werner, das auf einer wahren Begebenheit basiert und die Geschichte des unter dem Tourette-Syndrom leidenden Brad Cohen erzählt. Vorlage für den Film war der Roman Front of the Class von Brad Cohen und Lisa Wysocky.

## Handlung
Brad Cohen leidet seit seiner Kindheit unter dem Tourette-Syndrom. Diese Krankheit lässt ihn unkontrolliert Bewegungen ausführen und Laute von sich geben. Als er sechs Jahre alt ist, sucht seine Mutter Ellen mit ihm einen Psychiater auf, der jedoch ratlos ist und sich die Symptome nicht erklären kann. Erst als sie selbst recherchiert, wird sie fündig und berichtet ihre Diagnose dem Psychiater. Er stimmt ihr zu und erklärt, dass es dafür keine Heilung gibt. Ellen ist am Boden zerstört, da ihr Sohn in der Schule immer öfter auffällig wird und Probleme bekommt, zumal seine Lehrer mit Unverständnis reagieren. Nach dem Besuch Brads in einer Selbsthilfegruppe beschließt er, im Unterschied zu den anderen Mitgliedern der Selbsthilfegruppe, erfolgreich zu werden. Das lässt ihn davon träumen, selbst Lehrer zu werden.
Als Erwachsener möchte er diesen Traum verwirklichen und bewirbt sich für eine Stelle als Lehrer, wird aber wegen seines Handicaps zunächst mehrfach abgelehnt, bis er doch noch ein Angebot erhält. An seinem ersten Tag erklärt Brad den Kindern sein Tourette-Syndrom und übt seine Aufgaben erfolgreich aus. So hilft er unter anderem seinem Schüler Thomas beim Lesen und wirkt wohltuend auf die kleine Heather ein, die Krebs im Endstadium hat. Ein anderes Kind wird von seinem Vater aus Brads Klasse genommen, weil er befürchtet, Brad könnte sie zu sehr beeinflussen und ablenken.
Später lernt Brad auf einer Online-Dating-Website Nancy kennen und lädt sie über Thanksgiving ins Haus seiner Mutter Ellen ein. Obwohl er in Nancy verliebt ist, teilt er seiner Mutter zunächst die Sorge mit, dass Nancy seine Tics stören könnten. Ellen macht ihm Mut und fordert ihn auf, es nicht zuzulassen, dass seine Tics ihm die Beziehung ruinieren. Schließlich wird Brad für die Auszeichnung „Lehrer des Jahres“ ausgewählt und erhält den Preis im Beisein seiner Familie, Freunde und Studenten. Daraufhin macht er seinen Master-Abschluss und heiratet im Jahr 2006 seine Freundin Nancy.

## Hintergrund
Um Cohens Tics darzustellen, sahen sich James Wolk und Dominic Scott Kay verschiedene Videos an und arbeiteten mit einem Dialekttrainer. Cohen selbst äußerte sich sehr positiv über ihre schauspielerische Leistung.
Der Film wurde von den Filmstudios Hallmark Hall of Fame (als dessen erster Film in HD) und McGee Street produziert. In den USA wurde der Fernsehfilm das erste Mal am 7. Dezember 2008 vom Sender CBS ausgestrahlt. Im deutschen Fernsehen lief er erstmals am 11. April 2011 auf ProSieben.

## Soundtrack
- Baby, Don’t Forget My Number von Milli Vanilli, gesungen von Sarah Drew und James Wolk
- Can’t Hold On To The Wind von Scott Nickoley, Jamie Dunlap und Molly Pasutti
- I Found Love von Scott Nickoley, Jamie Dunlap und Stephen Lang
- Get On Down von Scott Nickoley, Jamie Dunlap und Stephen Lang